# Lars Ander
Lars Gustaf Ander, född 17 oktober 1940 i Karlstad, död 12 oktober 2015 i Stockholms domkyrkoförsamling, var en svensk tidningsman och företagsledare. Han var koncernchef i NWT-koncernen.
Lars Ander var son till tidningsmannen Gustaf Ander och Anne-Marie, ogift Linnander. Han började i unga år på Nya Wermlands-Tidningens tekniska avdelning och blev senare efter genomgången ingenjörsutbildning teknisk chef vid tidningen. Under 1960-talet ledde han arbetet med införandet av ny teknik som ett led i tidningens modernisering.
Han blev VD för Nya Wermlands-Tidningen AB 1980 och var också styrelseledamot i Tidningsarbetsgivarna från 1976. Efter faderns död 2000 blev han koncernchef i NWT-koncernen. Genom uppköp av flera tidningar innefattade koncernen vid Lars Anders död 14 dagstidningar och fem gratistidningar men var också storägare i norska mediekoncernen Schibsted som bland annat äger Svenska Dagbladet och Aftonbladet.
Ander var gift med Ann-Britt Ander (född 1943), men skilde sig 1977. Lars Ander avled 2015 efter en kort tids sjukdom. Han är begravd på Ruds kyrkogård i Karlstad.